# Rock Your Body
"Rock Your Body" là đĩa đơn thứ ba của Justin Timberlake nằm trong album solo đầu tay, Justified. Bài hát còn có sự góp giọng của Vanessa Marquez, lúc đó đã ký hợp đồng với công ty Star Trak Entertainment. Bài hát do The Neptunes sản xuất và đã đạt đến vị trí #5 trên bảng xếp hạng Billboard Hot 100. "Rock Your Body" ra mắt trên bảng xếp hạng đĩa đơn tại Úc ở vị trí #1 và ở lại vị trí này trong 1 tuần. Bài hát cũng là bài hát thứ ba của Timberlake ở vị trí #2 trên UK Singles Chart của Vương quốc Anh. "Rock Your Body" ban đầu được viết dành cho ông vua nhạc Pop Michael Jackson trong album trở lại của ông mang tên Invincible, nhưng cuối cùng kế hoạch đã không thành công. Timberlake đã biểu diễn bài hát này tại một số chương trình truyền hình và lễ trao giải thưởng, trong đó nổi bật nhất là màn trình diễn với Janet Jackson trong show giữa hiệp của Super Bowl XXXVIII. Trong đó, ở cuối bài, sự cố "bất đắc dĩ" đã xảy ra khi Timberlake giật tung áo Janet làm lộ phần ngực của cô. Bài hát này cũng được nhiều ca sĩ cover lại hoặc sử dụng nó.

## Danh sách track và định dạng
Đĩa đơn CD tại Vương quốc Anh
1. "Rock Your Body" (Album Version) - 4:28
2. "Rock Your Body" (Sander Kleinenberg's Just In The Radio Edit) — 3:33
3. "Rock Your Body" (Paul Oakenfold Mix) — 5:41
4. "Rock Your Body" (Instrumental With Beatbox) — 4:28

Đĩa đơn Enhanced tại Vương quốc Anh
1. "Rock Your Body" (Album Version) - 4:28
2. "Rock Your Body" (Sander Kleinenberg's Just In The Radio Edit) — 3:33
3. "Rock Your Body" (Paul Oakenfold Mix) — 5:41
4. "Rock Your Body" (Instrumental With Beatbox) — 4:28
5. "Rock Your Body" (Enhanced Video Version) - 4:55

Đĩa đơn Cassette tại Vương quốc Anh
1. "Rock Your Body" (Album Version) - 4:28
2. "Rock Your Body" (Paul Oakenfold Radio Edit) — 3:50
3. "Worthy Of" - 4:09

## Xếp hạng và chứng nhận
| Bảng xếp hạng (2003)                     | Vị trí cao nhất |
| ---------------------------------------- | --------------- |
| Úc (ARIA)                                | 1               |
| Áo (Ö3 Austria Top 40)                   | 56              |
| Bỉ (Ultratop 50 Flanders)                | 6               |
| Bỉ (Ultratop 50 Wallonia)                | 14              |
| Đan Mạch (Tracklisten)                   | 3               |
| Phần Lan (Suomen virallinen lista)       | 6               |
| Pháp (SNEP)                              | 15              |
| Đức (GfK)                                | 25              |
| Ireland (IRMA)                           | 4               |
| Hà Lan (Single Top 100)                  | 6               |
| New Zealand (Recorded Music NZ)          | 4               |
| Na Uy (VG-lista)                         | 17              |
| Thụy Điển (Sverigetopplistan)            | 15              |
| Thụy Sĩ (Schweizer Hitparade)            | 34              |
| UK Singles (The Official Charts Company) | 2               |
| Hoa Kỳ Billboard Hot 100                 | 5               |
| Hoa Kỳ Hot R&B/Hip-Hop Songs (Billboard) | 45              |
| Hoa Kỳ Adult Pop Airplay (Billboard)     | 24              |
| Hoa Kỳ Pop Airplay (Billboard)           | 1               |

| Nước | Tổ chức | Chứng nhận |
| ---- | ------- | ---------- |
| Úc   | ARIA    | Bạch kim   |
| Mỹ   | RIAA    | Vàng       |